# 2784 Domeyko
2784 Domeyko este un asteroid din centura principală, descoperit pe 15 aprilie 1975 de Carlos Torres.